# Chiesa della Santissima Trinità (Alzano Lombardo, Olera)
La chiesa della Santissima Trinità  detta anche chiesa dei santi o dei morti è un luogo di culto cattolico di Olera frazione di Alzano Lombardo della diocesi di Bergamo edificato nel XV secolo.

## Storia
La chiesa pare che fu costruita nel 1296 da Alberto Acerbis come cappella privata della sua abitazione. 

Il piccolo edificio fu presto considerato non idoneo alla comunità di Olera che ne fece edificare nel 1471, uno nuovo in prossimità dedicato a san Bartolomeo.
Il 22 settembre 1575 venne visitata dal cardinale san Carlo Borromeo che le cita come parrocchia, ma in condizioni pessime e che necessitava di restauri. A conferma dei successivi lavori è la data impressa sul portale del 1597. Dagli atti della visita si evince che la chiesa fosse aperta e che solo successivamente venne chiuso l'arco di apertura, gli atti infatti la indicano come: cappella fornicata. Il Borromeo impose il taglio della coltivazione della vite che cresceva in prossimità della zona cimiteriale.
Mentre la chiusura della facciata nel 1597 quando vi era parroco il frate francescano Giovanni Battista Vitali da Ambria, a opera di Bernardo Lezini dal Monte di Anes, non è chiaro se fosse a seguito dell'ordinanza del Borromeo o del vescovo Gerolamo Ragazzoni che venne in visita il 9 aprile 1581. Dei lavori di chiusura dell'aula è conservato nell'archivio della chiesa, il contratto con la specifica dei lavori da eseguirsi, nonché gli artigiani a cui furono commissionati comprese le opere del lapicida certo Filippo Passagnolo.
A causa del suo cattivo stato di conservazione il vescovo Luigi Maria Marelli nella visita pastorale del 14 gennaio 1923, la fece sospendere al culto diventando così magazzino di deposito.
I lavori di restauro furono realizzati per volontà dell'allora parroco Andrea Andreani, solo nel 1974. Il parroco fece rimuovere gli antichi intonaci ridando luce alla facciata e alle parti di affresco ancora visibili nell'aula e in parte della facciata.

## Descrizione
La chiesa di presenta con una facciata in conci di pietra e con la copertura del tetto a un unico spiovente,è addossata a una antica abitazione, con l'angolo a destra in pietra lavorata. Ben visibile sulla facciata è un arco a tutto sesto dove sono inserite sia l'ingresso principale con le cornici in pietra arenaria dove è incisa la data 1597, e due aperture laterali rettangolari chiuse da inferriata. Sulla parte superiore un oculo, sempre con contorno in pietra, atto a illuminare l'aula. La facciata riporta la scritta "Templum Mortuorum" perché per molti secoli dedicata alla sepoltura. 
L'interno a navata unica di piccole dimensioni, ha la copertura lignea a due falde e vista. Precede il presbiterio, rialzato da un gradino rispetto all'aula, l'arco trionfale in muratura che conserva dipinti a fresco risalenti al Quattrocento. La zona presbiteriale termina con l'abside dove sono visibili parte di affreschi sempre del XV secolo.

### Incoronazione della Vergine di Pace Pace
La piccola chiesa conserva come pala d'altare, il dipinto Incoronazione della Vergine opera di Pace Paceoggetto di studio e di restauro documentata nel 1597 quale dono alla chiesa da parte dei migranti tagliapietre a Venezia. 

Il dipinto è stato restaurato da Antonio Zaccaria nel 2017 e si rifà a un lavoro di Paolo Veronese del 1582 per la chiesa di Ognissanti veneziana, nonché a un disegno sempre del Veronese conservato nel museo di Oxford e si collega a quelli che vengono citati come Heredes Pauli Caliari Veronensis.

In riferimento a quest'opera vi è la chiara documentazione in archivio che conferma la sua realizzazione a Venezia nel 1597 grazie alle offerte degli olesi immigrati per lavoro nella città lagunare:  - lire 72 - di venticinque oleresi e fatta eseguire nel 1597 a Venezia, dove si portavano degli oleresi taglia pietre per il lavoro. In tutto per la complessiva spesa, trasporto compreso da Venezia ad Alzano Lombardo, di lire 95 e scudi 5.